# Leaellynasaura amicagraphica
Leaellynasaura (il cui nome significa "lucertola di Leaellyn") è un genere estinto di piccoli dinosauri ornitischi erbivori vissuti nel Cretaceo inferiore, circa 118-110 milioni di anni fa (Aptiano-Albiano), in quello che oggi è il sito di Dinosaur Cove, Australia. Il genere contiene una singola specie, ossia L. amicagraphica, descritta nel 1989, ed il cui genere prende il nome da Leaellyn Rich, la figlia della coppia australiana di paleontologi Tom Rich e Patricia Vickers-Rich che hanno scoperto i fossili dell'animale. Il nome specifico, amicagraphica si traduce in "scrittura per gli amici" come omaggio ai Friends of the Museum of Victoria e alla National Geographic Society per il loro supporto alla paleontologia australiana.

## Descrizione

Ipotetiche dimensioni adulte di L. amicagraphica

Leaellynasaura è un dinosauro relativamente piccolo, lungo circa 90 centimetri (3 piedi). È noto da diversi esemplari tra cui due scheletri quasi completi e due crani frammentari. Herne (2009) sostenne che, a differenza degli ornitischi più avanzati, Leaellynasaura era priva di tendini ossificati nella coda, notando come la coda di questo animale fosse tra le più lunghe (in proporzioni alle dimensioni corporee) di qualsiasi ornithischio: la coda era tre volte più lunga del resto del corpo. Inoltre le vertebre caudali erano anche più numerose di qualsiasi altro ornitischio tranne che per alcuni hadrosauri. Diverse teorie sono state formulate per spiegare l'utilizzo di una coda così lunga: poteva funzionare come una sciarpa, che l'animale avvolgeva attorno al corpo per riscaldarsi, o poteva essere utilizzata per il nuoto, oppure poteva sorreggere all'estremità strutture vistose e colorate a scopo comunicativo, fungendo da display sociale o sessuale. Tuttavia, in una successiva revisione del materiale fossile attribuito a Leaellynasaura, Herne (2013) non è stato in grado di assegnare con sicurezza gli scheletri postcranici dotati di lunghe code (o addirittura fossili diversi dall'incompleto cranio olotipo MV P185991, la mascella destra MV P186352 e il dente mascellare sinistro MV P186412, tutti provenienti dalla Formazione Eumeralla, risalente all'Aptiana-Albiano) ad Leaellynasaura amicagraphica.

## Classificazione
Leaellynasaura è stato tentativamente descritta come un hypsilophodontide, un iguanodonte primitivo, o un ornithischio primitivo (Genasauria). Studi recenti non hanno trovato un consenso; alcune analisi lo descrivono come un ornitopode non-iguanodonte, mentre altri lo descrivono come un neornitischio basale.

## Paleobiologia

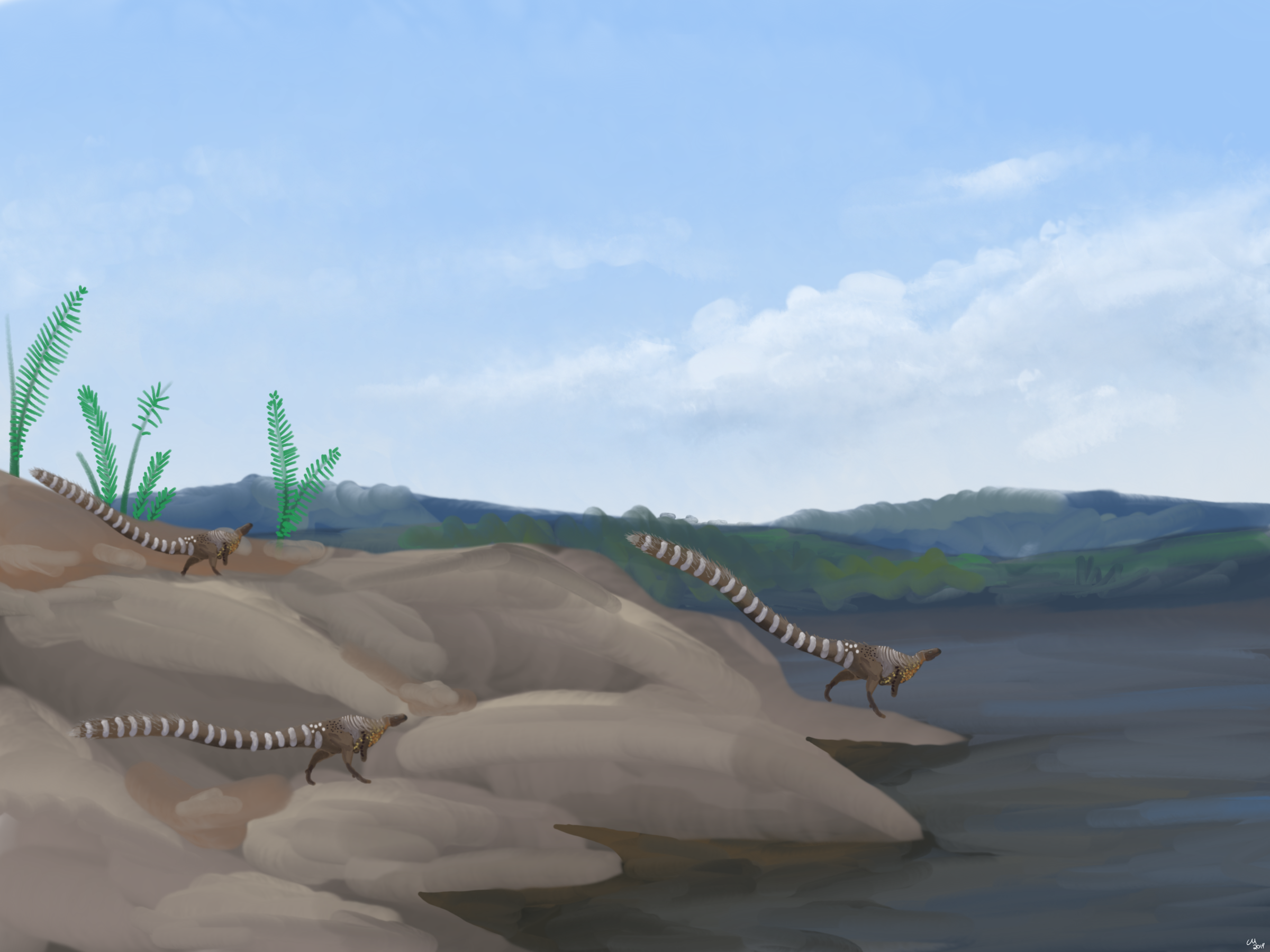
Ricostruzione di tre individui di Leaellynasaura con un ipotetico proto-piumaggio

Attualmente la calda Australia è separata dal freddo Antartide da un oceano, ma 105 milioni di anni fa queste due masse continentali erano unite tra loro. Sebbene la terra non fosse coperta come oggi da neve e ghiaccio, a seconda della latitudine, è possibile che il sole non sorgesse per diverse settimane o addirittura mesi in inverno, il che significa che Leaellynasaura avrebbe vissuto interi mesi completamente al buio. Sulla base di queste ipotesi gli scienziati pensano che i dinosauri come il Leaellynasaura avessero grandi occhi, che permettevano loro di usufruire di una vista molto acuta anche nelle ore notturne.
L'endocasto del frammento di un cranio di un individuo giovane L. amicagraphica scoperto in Australia (Rich & Rich 1988, 1989) mostra con fedeltà inusuale la superficie del cervello. Mostra emisferi cerebrali grandi e chiaramente separati, lobi ottici ben definiti e posti lateralmente, e un corpo parietale, tutti chiari indicatori di un estensivo riempimento della scatola cranica. Gli autori suggeriscono una possibile correlazione tra l'ipotizzata acutezza della vista dell'animale ed estesi periodi invernali di oscurità alle alte latitudini della sua scoperta. La loro ipotesi venne supportata dal lavoro di Garamszegi et al. (2002), che riportano una coevoluzione delle dimensioni del cervello e delle dimensioni dell'occhio in risposta ad attività notturna negli uccelli. Tuttavia, le orbite relativamente grandi di questo esemplare sono state più recentemente interpretate come i caratteristici grandi occhi di un individuo giovane, piuttosto che un adattamento in condizioni di scarsa illuminazione.